# Charzyno
Charzyno [xaˈʐɨnɔ] (tiếng Đức: Garrin)  là một ngôi làng thuộc khu hành chính của Gmina Siemyśl, thuộc hạt Kołobrzeg, West Pomeranian Voivodeship, ở phía tây bắc Ba Lan. Nó nằm khoảng 8 kilômét (5 mi)  phía bắc Siemyśl, 9 km (6 mi) về phía nam của Kołobrzeg và 100 km (62 mi) về phía đông bắc của thủ đô khu vực Szczecin. 
1. ↑  M. Kaemmerer (2004). Ortsnamenverzeichnis der Ortschaften jenseits von Oder u. Neiße (bằng tiếng Đức). ISBN 3-7921-0368-0.
2. ↑  "Central Statistical Office (GUS) - TERYT (National Register of Territorial Land Apportionment Journal)" (bằng tiếng Ba Lan). ngày 1 tháng 6 năm 2008.